# 硫酸钆
硫酸钆是一种无机化合物，化学式为Gd2(SO4)3，存在无水物和八水合物。

## 制备
用硫酸溶解氧化钆，可以得到硫酸钆。